# Àcid hipofosforós

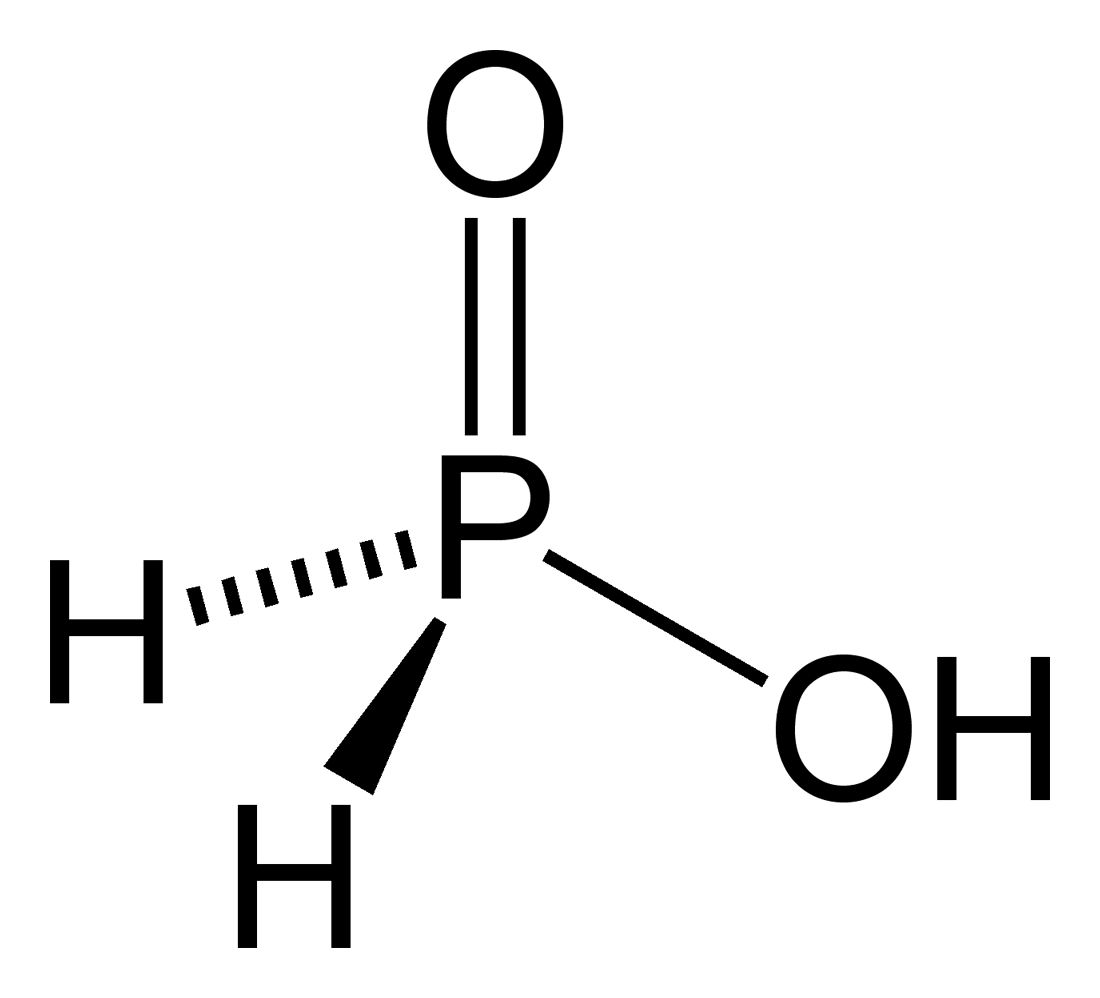
Estructura

L'àcid hipofosforós, en anglès:Hypophosphorous acid, és un oxoàcid fosforós i un potent agent reductor amb la fórmula molecular H₃PO₂. Els químics de la química inorgànica també li donen el nom de "HPA" o el d'àcid fosfònic. És un compost incolor de baix punt de fusió soluble en aigua, dioxà i alcohols. La seva fórmula generalment s'escriu com H₃PO₂, però la forma més descriptiva de fer-ho és com HOP(O)H₂ que mostra el seu caràcter monopròtic. Les sals derivades d'aquest àcid es diuen fosfinats (hipofosfits).
HOP(O)H₂ existeix en equilibri químic amb el tautòmer minoritari HP(OH)₂.

## Preparació i disponibilitat
Aquest àcid es prepara industrialment via un procés de dues fases.
P₄ + 3OH− + 3H₂O → 3H₂PO₂− + PH₃
Làcid lliure es pot preparar per l'acció d'un àcid fort sobre aquestes sals hipofosfites.
H₂PO₂− + H+ → H₃PO₂
HPA normalment es subministra en una solució aquosa al 50%.

## Usos
L'àcid hipofosforós es fa servir en la formulació productes farmacèutics, decoloració de polímers, tractament de l'aigua i obtenir metalls preciosos o no ferrosos. El seu ús principal és en la placa electrolítica. En la química orgànica el seu ús principal és en la reducció de les sals d'arenediazon convertint ArN₂+ cap a Ar-H.

### Estatus químic en la llista DEA I
Com que l'àcid hipofosforós pot reduir el iode elemental per formar àcid hidroiòdic, el qual és un reactiu efectiu per a reduir l'efedrina o pseudoefedrina a metamfetamina, la United States Drug Enforcement Administration designa, des del 2001, l'àcid hipofosforós i les seves sals com precursor químic en la seva llista DEA. Per això el seu ús és restringit i controlat als Estats Units.

## Derivats orgànics i inorgànics
Es coneixen nombrosos derivats en els quals els dos àtoms d'hidrogen enllaçats directament al fòsfor són substituïts per grups orgànics. Aquest derivats es coneixen com a àids fosfínics i les seves sals com fosfinats.